# Barchembach
Der Barchembach ist ein linkes Nebengewässer des Alten Pausmühlenbachs in Essen im Flusssystem der Emscher.

## Geschichte
Der Name Barchembach leitet sich von der innerhalb des Stadtteils Bedingrade am Reuenberg gelegenen ehemaligen Bauerschaft Bargem (andere Schreibweise: Berchem) ab. So wurde er früher mundartlich auch Berchemsbecke genannt.

## Geographie

### Verlauf
Der Barchembach entspringt oberhalb des Essener Stadtteils Dellwig im Stadtteil Bedingrade am Nordrand des Westenhellwegs. Die Quelle liegt auf einer Höhe von rund 84 Metern.
Das Siepen ist naturnah vom Reinlauf des Baches durchzogen. Das Tal hat einen südwestlich-nordöstlichen Verlauf. Im oberen Teil des Siepens ist ein dichter Baumbestand vorhanden. Zu finden sind vorwiegend Schwarzerlen, dazwischen Eschen, vereinzelt Weiden, an den relativ steil abfallenden Hängen auch Buchen und Ahorne. 

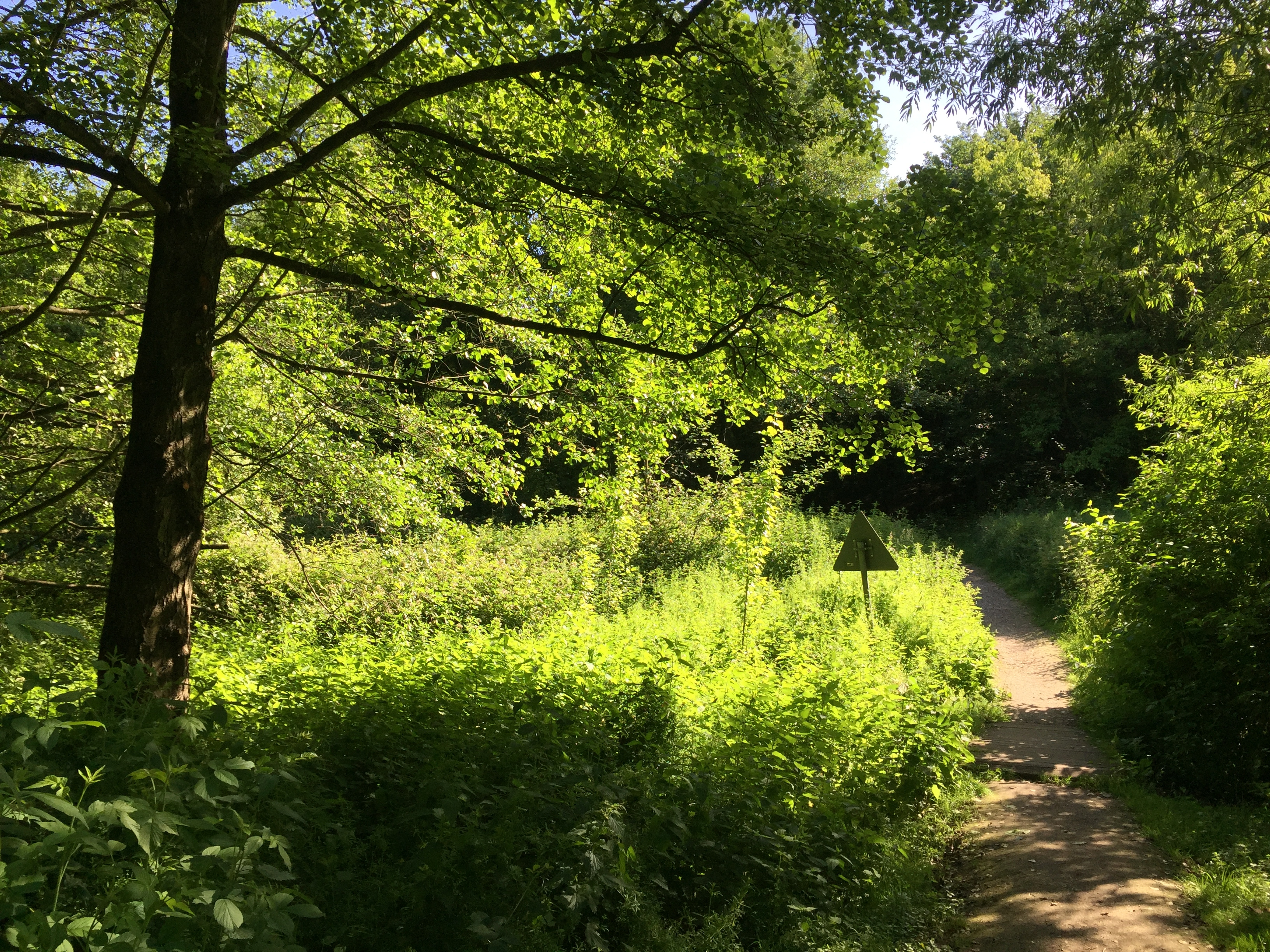
Das Barchembachtal in Essen-Dellwig.

Im unteren Bereich des Quelltales, kurz bevor es sich zur Emscherniederung hin öffnet, sind die Hänge weniger steil. Insbesondere auf der östlichen Seite fällt das Gelände sanft zum Bach hin ab. Dort entstand im Mittelalter die Siedlung Dellwig. Die Siepe, die Talweide am Bach, wird bis heute zur Pferdehaltung genutzt. Das Barchembachtal ist von Spazier- und Radwegen durchzogen.
Kurz vor dem Erreichen der nördlich liegenden Emscherniederung wird der Bach ab der Siedlung am Görtzpfad unterirdisch geleitet. Nördlich der Köln-Mindener-Eisenbahnstrecke tritt er westlich des Hofes Brömse wieder zu Tage um östlich des Hofes kanalisiert in den Pausmühlenbach einzumünden.
Sein 3,9 km langer Lauf endet ungefähr 45 Höhenmeter unterhalb seiner Quelle, er hat somit ein mittleres Sohlgefälle von etwa 17 ‰.

### Einzugsgebiet
Das 2,16 km² große Einzugsgebiet des Barchembachs liegt in der Westfälischen Bucht und wird durch ihn über den Alten Pausmühlenbach, die Emscher und den Rhein zur Nordsee entwässert.
Es grenzt
- im Osten an das Einzugsgebiet des Alten Pausmühlenbachs;
- im Südosten an das des Pausmühlenbachs, der über die Berne in die Emscher entwässert;
- im Südwesten an das des Hexbachs, der über den Läppkes Mühlenbach ebenfalls in die Emscher entwässert und
- im Westen an das des Heilgrabens, der in den Läppkes Mühlenbach mündet.

Das Einzugsgebiet ist im Osten und im Mündungsbereich besiedelt, am Ober- und Mittellauf dominieren Freizeitanlagen und Gehölze und im westlichen Bereich überwiegen landwirtschaftliche Nutzflächen.